# István Déván
István Déván (ur. 4 listopada 1891 w Bratysławie, zm. 20 kwietnia 1977 w Kempten) – węgierski lekkoatleta, kombinator norweski, biegacz narciarski, bobsleista, łyżwiarz szybki i rajdowiec.

## Kariera sportowa

### Lekkoatletyka

#### Igrzyska olimpijskie
W 1912 wystartował na igrzyskach olimpijskich jako lekkoatleta. Wziął wówczas udział w biegu na 200 i 400 m oraz w sztafecie 4 × 400 m. W pierwszej rundzie biegu na 200 m zajął 2. miejsce w swoim biegu eliminacyjnym (czas nieznany), dzięki czemu awansował do półfinału. Tam był 4. w swoim biegu i odpadł z dalszej rywalizacji. Na dwukrotnie dłuższym dystansie odpadł już w pierwszej rundzie, plasując się na 3. pozycji w swoim biegu eliminacyjnym z nieznanym czasem gorszym od 50,4 s. W sztafecie 4 × 400 m Déván biegł na pierwszej zmianie. Węgierski zespół odpadł w pierwszej rundzie, zajmując 3. miejsce w swoim biegu eliminacyjnym z czasem 3:29,4 s, uzyskany rezultat był do 1921 rekordem kraju.

#### Mistrzostwa Węgier
W 1912 został mistrzem Węgier na 400 m z czasem 51,8 s. W 1915 powtórzył to osiągnięcie z czasem 52 s. W 1915 wygrał także w biegu na 800 m z czasem 2:02,8 s.
W węgierskiej kadrze lekkoatletycznej był od 1912 do 1914.

#### Rekordy życiowe
- Bieg na 200 metrów – 22,3 (1912)
- Bieg na 400 metrów – 50,6 (1913)

### Sporty zimowe

#### Igrzyska olimpijskie
W 1924 wystąpił na zimowych igrzyskach olimpijskich jako biegacz narciarski i kombinator norweski. Został także zgłoszony do zawodów w skokach narciarskich na skoczni normalnej, ale ostatecznie w nich nie wystartował, z kolei zmagań w kombinacji norweskiej nie ukończył. Jedyną konkurencją ukończoną przez Węgra na tych igrzyskach był bieg narciarski na 18 km, w którym był 31. z czasem 1:50:20,8 s.

#### Mistrzostwa Węgier
W 1912 został mistrzem kraju w kombinacji norweskiej, w 1914 dokonał tego samego w zawodach bobslejowych czwórek, a w 1922 okazał się najlepszy w łyżwiarstwie szybkim na dystansie 500, 1500 i 5000 m oraz w biegach narciarskich. Członek narciarskiej kadry narodowej w latach 1922-1924.

### Inne dyscypliny
W 1926 zwyciężył krajowy wyścig motocyklowy na 100 km. Startował także w rajdach samochodowych.

### Przynależność klubowa
Jako lekkoatleta, narciarz, kierowca motocyklowy, rajdowiec i bobsleista reprezentował Magyar Atlétikai Club, natomiast jako łyżwiarz szybki startował dla Budapesti Korcsolyázó Egylet. 

## Zajęcia pozasportowe
W latach 1908–1944 pracował jako dziennikarz, m.in. w „Pesti Hírlap” i „Nemzeti Újság”. W latach 1925–1931 był właścicielem i redaktorem naczelnym „Automobil-Motorsport”. W 1944 wyjechał do Niemiec, gdzie mieszkał do końca życia pod nazwiskiem Stefan von Devan.